# Pin Ups
Pin Ups är ett musikalbum av David Bowie. Albumet spelades in i studion Château d'Hérouville i Frankrike och släpptes i England 19 oktober 1973. Musikalbumet innehåller endast coverversioner av låtar som påverkat Bowie under början av hans karriär. Skivan producerades av Ken Scott och David Bowie. 1990 återutgavs albumet av RykoDisc med två bonusspår.

## Låtlista
1. "Rosalyn" (Duncan, Farley) – 2:27
2. "Here Comes the Night" (Berns) – 3:09
3. "I Wish You Would" (Arnold) – 2:40
4. "See Emily Play" (Barrett) – 4:03
5. "Everything's Alright" (Crouch, Konrad, Stavely, James, Karlson) – 2:26
6. "I Can't Explain" (Townshend) – 2:07
7. "Friday on My Mind" (Young, Vanda) – 3:18
8. "Sorrow" (Feldman, Goldstein, Gottehrer) – 2:48
9. "Don't Bring Me Down" (Dee) – 2:05
10. "Shapes of Things" (Samwell-Smith, McCarty, Relf) – 2:47
11. "Anyway, Anyhow, Anywhere" (Townshend, Daltrey) – 3:04
12. "Where Have All the Good Times Gone" (Davies) – 2:35

Bonusspår på RykoDisc återutgivning:

13. "Growin' Up" - 3:26 (Springsteen) (Previously unreleased track from the Pin Ups sessions)
14. "Amsterdam" - 3:19 (Brel/Shuman) (B. side of Sorrow)

## Singlar som släpptes i samband med detta album
- Sorrow

## Medverkande på albumet
- David Bowie - Sång, alt- och tenorsaxofon, munspel, moogsynthesizer
- Mick Ronson - Gitarr, piano och bakgrundssång
- Mike Garson - Piano, elpiano, orgel
- Trevor Bolder - Bas
- Aynsley Dunbar - Trummor
- Ken Fordham - Barytonsaxofon
- Mac Cormack - Bakgrundssång

## Originalartisterna bakom låtarna
1. "Rosalyn" - The Pretty Things
2. "Here Comes the Night" - Them
3. "I Wish You Would" - Billy Boy Arnold via The Yardbirds
4. "See Emily Play" - Pink Floyd
5. "Everything's Alright" - The Mojos
6. "I Can't Explain" - The Who
7. "Friday on My Mind" - The Easybeats
8. "Sorrow" - The Merseybeats
9. "Don't Bring Me Down" - The Pretty Things
10. "Shapes of Things"- The Yardbirds
11. "Anyway, Anyhow, Anywhere" - The Who
12. "Where Have All the Good Times Gone" - The Kinks